# Karl Ferdinand Hommel

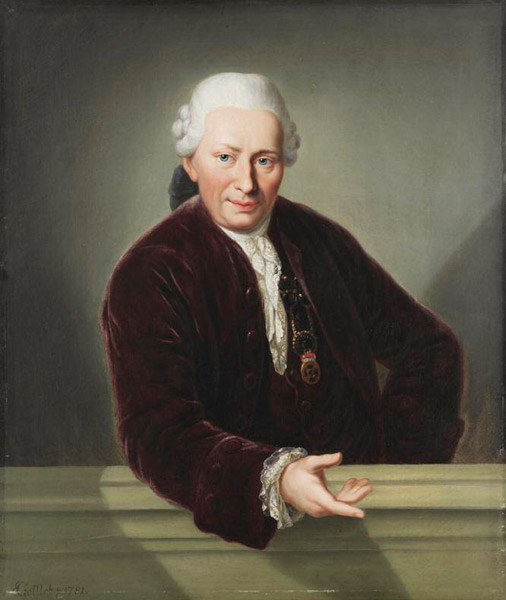
Karl Ferdinand Hommel (1781)

Karl Ferdinand Hommel (* 6. Januar 1722 in Leipzig; † 16. Mai 1781 ebenda) war ein deutscher Jurist und Strafrechtsreformer.

## Leben
Hommel war Sohn des Rechtsprofessors und Appelationsgerichtsrats Ferdinand August Hommel (1697–1765). Nach Besuch der Nikolaischule und Studium der Rechte in Halle (Saale) und Leipzig wurde Hommel Oberhofgerichtsadvokat. Im Jahre 1750 erhielt er eine außerordentliche Professur für Staatsrecht an der Universität Leipzig. 1752 wurde er ebenda auf eine ordentliche Professur für Lehnrecht berufen. Ab 1756 war Hommel Beisitzer des Spruchkollegiums, dessen Leitung er später als Nachfolger seines Vaters übernahm. 1763 veröffentlichte er die Programmschrift „Zur Reform des deutschen Strafrechts“, in der er für die Anwendung und Durchsetzung aufklärerischer Prinzipien im Strafrecht warb. So sprach er sich gegen Todesstrafe, Folter und Landesverweisung aus und forderte eine Humanisierung des Strafrechts.
1770 erreichte er die gesetzliche Abschaffung der Inquisitionsverfahren sowie der Folter. Besondere Verdienste erwarb sich Hommel zudem bei der Vereinfachung der Gerichtssprache.
Unter seiner Ägide wurde 1773 an der Schloßgasse in Leipzig ein Gebäude für die Juristenfakultät, der sogenannte Hommelbau, errichtet. Seit ihrer offiziellen Gründung 1774 bis zu seinem Tod war Hommel Mitglied der Leipziger Gelehrtengesellschaft Societas Jablonoviana.
Hommel verdiente sich mit der erstmals 1778 erschienenen Neuübersetzung von Beccarias Hauptwerk Dei delitti e delle pene (unter dem Titel Des Herrn Marquis von Beccaria unsterbliches Werk von Verbrechen und Strafen) den Beinamen als deutscher Beccaria; seine der Übersetzung vorangestellte, heute sog. Hommelsche Vorrede ist für das Strafrecht bis heute von Bedeutung.

## Werke
- Des Herrn Marquis von Beccaria unsterbliches Werk von Verbrechen und Strafen, Neuausgabe Berlin 1966, Akademie Verlag